# Anoba pohli
Anoba pohli är en fjärilsart som beskrevs av Felder 1894. Anoba pohli ingår i släktet Anoba och familjen nattflyn. Inga underarter finns listade i Catalogue of Life.